# 農圃道18號

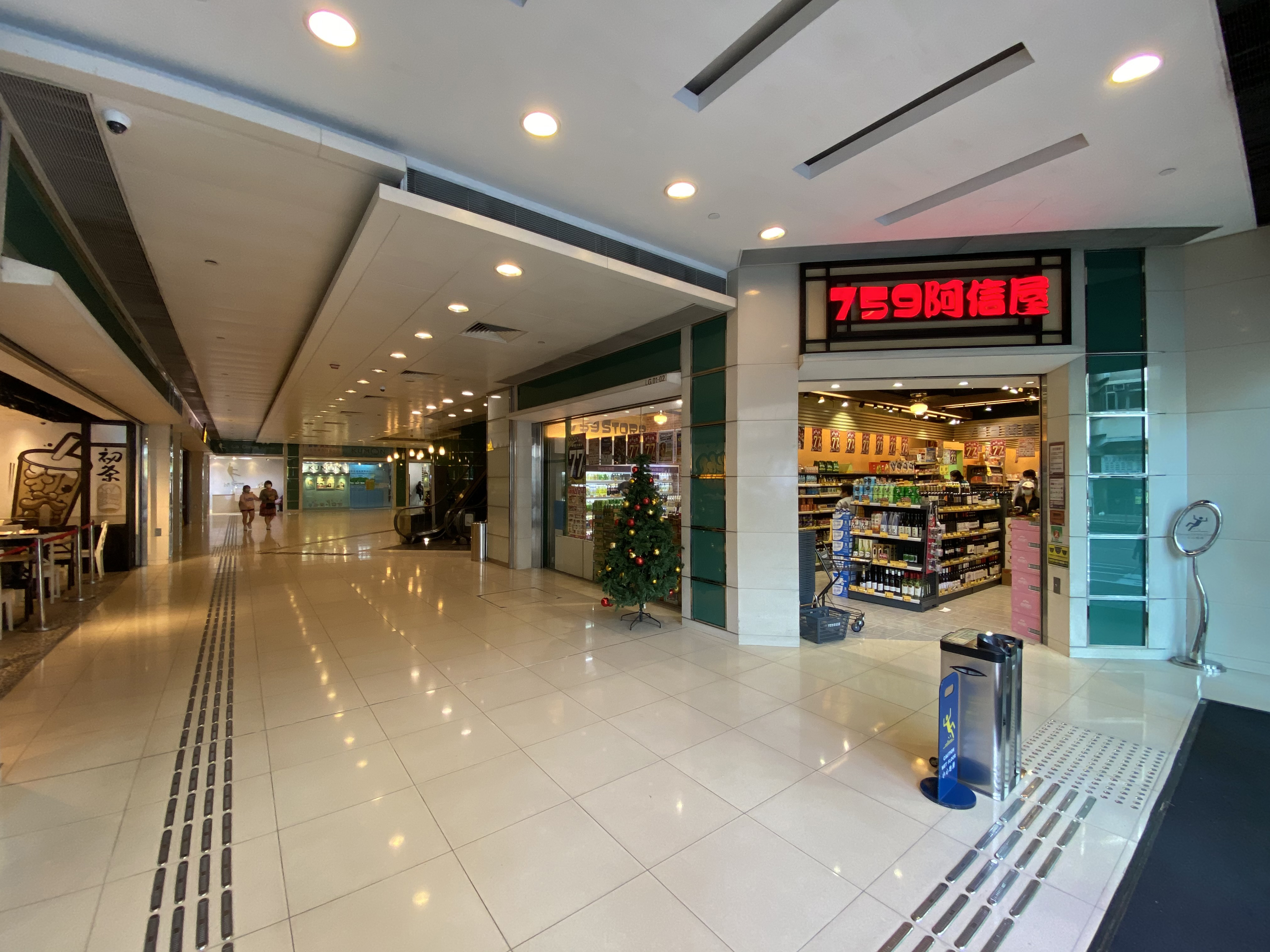
農圃道18號商場

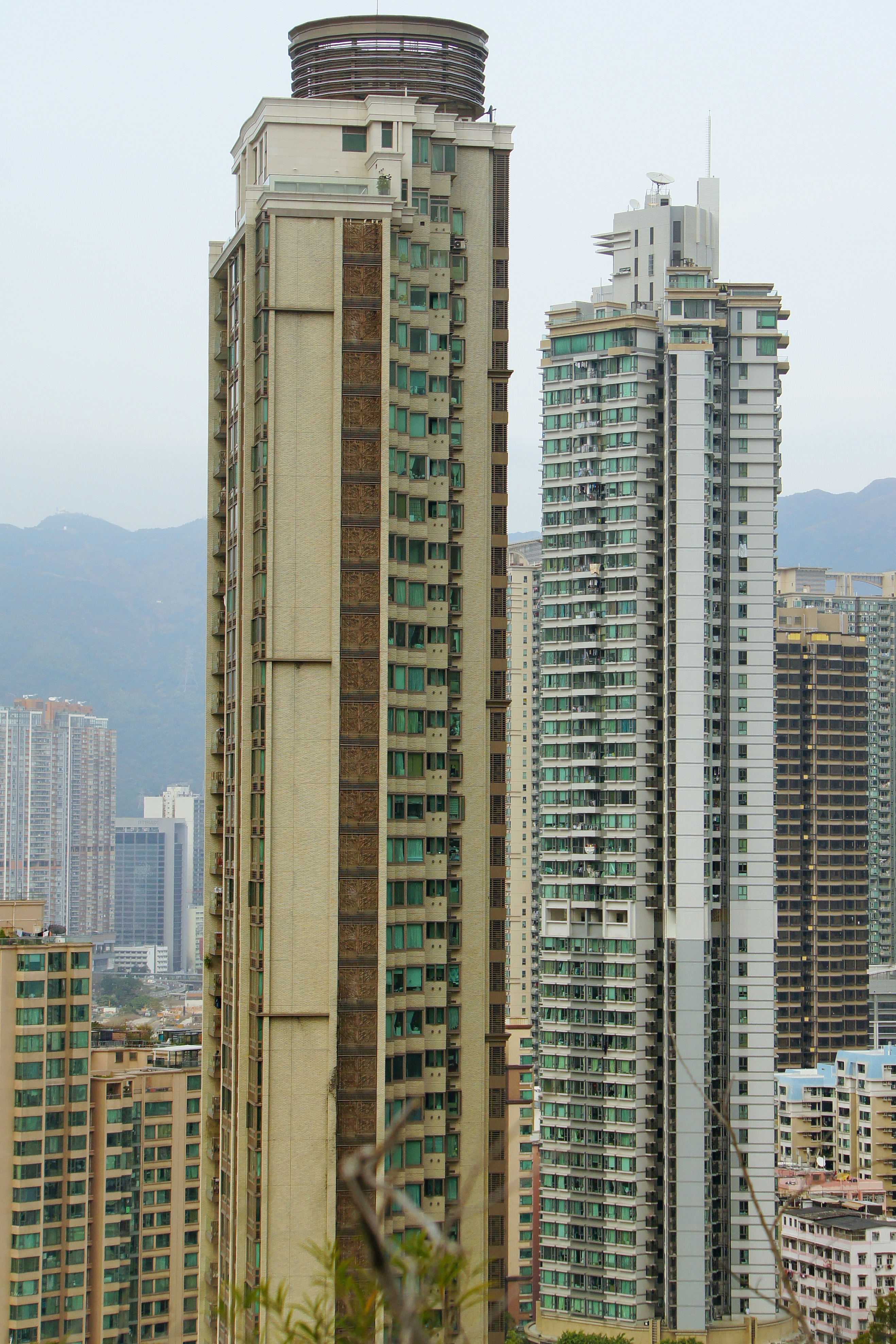
農圃道18號（右面白色樓宇）

22°19′15″N 114°11′14″E / 22.3208°N 114.1872°E
農圃道18號（英語：18 Farm Road），位於香港何文田靠背壟農圃道18號，為樓高45層的單幢住宅，由新鴻基地產發展，管理公司為旗下的康業服務，於2004年5月開售，同年10月18日入伙。鄰近協恩中學及天光道。

## 歷史
農圃道18號前身為一小型軍營，在1970-80年代因有大量越南船民湧港，曾改作難民營和兒童院，培賢兒童院於1999年7月關閉。2001年，新鴻基地產以5.4億購得前難民營土地，其後建成住宅項目「農圃道18號」。到2004年開售時，以精品豪宅作藍本。

## 簡介
物業樓高45層，其中基座佔4層（達30米高）及41層住宅單位（不設14、24、34及44字樓），共設320伙單位，建築面積由647至1,534餘平方呎，分兩房和三房間隔，逾6成單位設有露台，實用率約為80%。
物業設有3層停車場，共106個車位。而五樓為會所Club 18，佔地近3萬平方呎。設施包括25米室外恆溫泳池、水力按摩池、放置不同藝術雕塑的主題花園、健身室、宴會廳、電子遊戲室、以至專為小朋友而設的室內太空基地遊樂場，部分設施24小時開放。

## 商場
物業的低層地下及高層地下為商場，設有教育中心、食肆及商店，如759阿信屋、舞蹈學校、補習社、7-ELEVEN、及A-1 Bakery & Cafe等。

## 附近屋苑
- 馬頭圍邨
- 帝庭豪園
- 駿豪居

## 附近學校
- 農圃道官立小學
- 新亞中學
- 協恩中學
- 保良局林文燦英文小學(農圃道)
- 英皇佐治五世學校
- 鄧鏡波學校、閩光書院、獻主會聖馬善樂小學

## 資料來源
1. ↑  Fattyyomhk. . 2011年八月退左休要改名啦！加個[前]字！前懲教署羽毛球隊《博客負責人：肥湯》. 2013-10-31  [2022-03-05]. （原始内容存档于2022-03-05）.
2. ↑  . 太陽報. 2013-08-04  [2019-07-23]. （原始内容存档于2020-03-29）.
3. ↑  . 星島日報. 2004-04-29  [2019-07-23]. （原始内容存档于2020-03-29）.
4. ↑  湯家明. . 蘋果日報. 2004-06-13  [2019-07-23]. （原始内容存档于2020-03-29）.
5. ↑  . 太陽報. 2014-01-18  [2019-07-23]. （原始内容存档于2020-03-29）.